# Зайдлер, Фрэнк
Пол Фрэнк Зайдлер (20 сентября 1912 — 7 июля 2006) — американский политик-социалист, мэр города Милуоки в течение трёх сроков, с 20 апреля 1948 года по 18 апреля 1960 года. На сегодняшний день — последний социалист, становившийся мэром крупного американского города.

## Ранние годы
Зайдлер родился в Милуоки 20 сентября 1912 года. Учился в Чикагском университете и Университете Маркетт (en:Marquette University), но так и не смог получить высшее образование из-за плохого состояния здоровья. Левые идеи привлекли его благодаря борьбе социалистов против войны и за улучшение условий труда и жизни рабочих. В интервью Зайдлер отмечал, что он стал социалистом в 1933 году «из-за нескольких вещей в этой философии. Одной из них было братство людей во всем мире. Ещё одной — борьба за мир. Ещё одной было равное распределение экономических благ. Ещё одной была идея сотрудничества. Пятой была идея демократического планирования. Это были довольно хорошие идеи». Вместе с тем, он дистанцировался от идей коммунизма в том виде, в котором их реализовывали в Советском Союзе. Позже, однако, он свяжет своё принятия социализма с чтением во время Великой депрессии левой литературы, в основном книг Юждина Дебса и Нормана Томаса.
Зайдлер стал активным членом Молодёжной социалистической лиги (YPSL) — молодёжного крыла Социалистической партии Америки. В 1930 году он возглавил отделение левой детской и юношеской организации «Красные соколы» (en:Red Falcons) в Милуоки.

## Выборы
В 1938 году Зайдлера избрали окружным инспектором Милуоки по совместному списку Социалистической и Прогрессивной партий. Он был избран на шестилетний срок в Совет учителей школ Милуоки в 1941 году, вскоре после того как, его брата Карла Зайдлера избрали мэром города Милуоки в 1940 году. В 1942 году Фрэнк как кандидат от социалистов претендовал на пост губернатора штата Висконсин, получив 1,41 % голосов. Он был переизбран в совет школ Милуоки в 1947 году.
После двух лет пребывания в должности, в разгар Второй мировой войны, Карл Зайдлер поступил в Военно-морской флот США. Его корабль уничтожили, и Карл погиб на войне, став местным героем. Это обстоятельство во многом помогло младшему брату избраться мэром. В 1948 году Фрэнк Зайдлер баллотировался на пост мэра и победил, обойдя четырнадцать соперников. Он был переизбран в 1952 и 1956 годах, но отказался выставлять кандидатуру на другой срок в 1960 году, сославшись на состояние здоровья.
Зайдлер был третьим мэром-социалистом в Милуоки после Эмиля Зейделя (1910—1912) и Даниэля Хоана (1916—1940), т.о., Милуоки — крупнейший американский город, имевший трёх социалистов на посту своего градоначальника.

## Мэрия
Во время администрации Фрэнка Зайдлера в Милуоки бурно росла промышленность, и город ни разу не занимал деньги для погашения кредитов. В течение этого периода, Милуоки почти вдвое увеличил свои размеры в связи с агрессивной кампанией муниципальных аннексий: большая часть пригородов Лэйн и Гренвиль была присоединена к городу. Была обновлена система парков.
Зайдлер столкнулся с острым вопросом расовых отношений, так как в 1950-х годах афроамериканское население Милуоки утроилось. Зайдлер был активным сторонником движения за гражданские права, и его противники пытались использовать это в своих интересах. Политические противники Зайдлера распространяли ложные слухи, что Зайдлер устанавливал рекламные щиты на юге США, агитируя темнокожих переезжать на север. Многие рабочие в Милуоки получали в свою сторону угрозы за поддержку Зайдлера. Один владелец фабрики даже пригрозил увольнять всех сотрудников, которые голосовали за Зайдлера. В ряду причин решения не выставлять кандидатуру на выборах 1960 года Зайдлер, помимо плохого здоровья, указывал и на расовый вопрос.

## После ухода с должности
После ухода с должности, Фрэнк Зайдлер работал в качестве директора по развитию частного католического колледжа Алверно, и служил в администрации губернатора Висконсина от демократов Джона У. Рейнольдса. Как глава Комитета по государственным предприятиям Зайдлер был серьёзным критиком своего преемника — демократа Генри Майера.
Он поддержал ряд неудачных попыток других кандидатов победить Майера в последующих выборах. Зайдлер сыграл важную роль в формировании новой Социалистической партии США в 1973 году и служил в качестве национального председателя в течение многих лет. Он был кандидатом в президенты от партии в 1976 году, получив право на включение в бюллетень в 10 штатах. Его кандидатом в вице-президенты был Дж. Куинн Брисбен (en:J. Quinn Brisben). Тандем Майер-Брисбен получил 6038 голосов.
26 июля 2004 года Зайдлер присутствовал на Национальном собрании Партии зелёных в Милуоки, выступив с приветственной речью перед делегатами.
Он умер 7 июля 2006 года и был похоронен на кладбище «Лесной дом»(en:Forest Home Cemetery) в Милуоки. Его документы находятся в архиве в библиотеке имени Голды Меир Университета Висконсин-Милуоки (13 июня 1958 он стал первым человеком, получившим звание почетного доктора Университета Висконсин-Милуоки,).

## Сочинения
Зайдлер был автором нескольких книг. В их числе — не только трактаты о муниципальном управлении, трудовом праве, социализме и истории Милуоки, но и поэтические произведения, адаптации из четырёх пьес Шекспира на современный английский язык и детские рассказы. Его мемуары 1961 года о годах пребывания на посту мэра, «Либерал в городском правлении», были опубликованы в 2005 году издательством Milwaukee Publishers LLC, местной компанией, созданной специально для этой цели.

## Жанна Зайдлер
Дочь Зайдлера, Жанна Зайдлер, была мэром города Уильямсберг, штат Вирджиния, с 1998 по 2010 годы, став первой женщиной-мэром этого города.